# أندرو يونغ ماكلين
أندرو يونغ ماكلين هو صحفي وسياسي كندي، ولد في 24 يونيو 1909، وتوفي في 14 أغسطس 1988. نشط حزبياً في الحزب الليبرالي الكندي. وقد انتخب عضو مجلس العموم الكندي.